# Sân vận động Park Road
53°23′32″B 2°12′12″T / 53,39216°B 2,20338°T
Sân vận động Park Road là một sân vận động bóng đá hiệp hội ở Cheadle, Greater Manchester, Anh. Đây là sân nhà của câu lạc bộ North West Counties Football League Cheadle Town FC, nó có sức chứa đến 2.000 người, với 100 chỗ ngồi.

## Lịch sử
Sân vận động Park Road được xây dựng vào những năm 1950 để làm sân tập cho Manchester City. Mặt đất sân vận động thuộc sở hữu của Hội đồng Borough Stockport Metropolitan. Trong Giải vô dịch bóng đá thế giới năm 1966, đó là địa điểm trại huấn luyện cho đội tuyển bóng đá quốc gia Bồ Đào Nha. Năm 1982, Manchester City đã nhượng lại hợp đồng thuê Park Road cho Grasmere Rovers (người đã đổi tên thành Cheadle Town trong năm sau đó). Năm 1993, nó được sử dụng làm cơ sở cho một trường đào tạo bóng đá được điều hành bởi đội tuyển bóng đá quốc gia Brazil, Jairzinho. Năm 1995, các đèn pha được lắp đặt lần đầu tiên và điều này đã được kỷ niệm với trận đấu mở màn giữa Cheadle Town và Manchester United.
Năm 2005, Cheadle Town chuyển bộ phận của Liên đoàn bóng đá các quận Tây Bắc 2005-06 nhằm chống lại trận đấu FC United of Manchester từ Park Road đến Stockport County Edgeley Park ở Stockport vì do số lượng người đã quá đông. Họ cũng đã di chuyển trận đấu Thách thức Giải bóng đá vô địch Quận Tây Bắc của họ với F.C. United from Park Road đến Sân vận động Tameside của Curzon Ashton do nhân viên an toàn và sức khỏe của Hội đồng Stockport khẳng định rằng sân vận động Park Road không đủ an toàn để lưu trữ số lượng lớn người và sau khi đội bóng bầu dục của Sale Sharks phủ quyết lại họ vẫn sử dụng Edgeley Park một lần nữa.
Trong mùa giải 2012–13, Park Road đã phải chịu một loạt các vụ phá hoại. Trước mùa giải, những kẻ phá hoại đã xé gỗ khỏi mặt sau của gian hàng chính và phá hủy hệ thống camera quan sát. Vào tháng 1, mặt đất đã bị tấn công dữ dội nhưng không gây ra bất kỳ thiệt hại nào cho sân nhà.